# Eise Eisinga

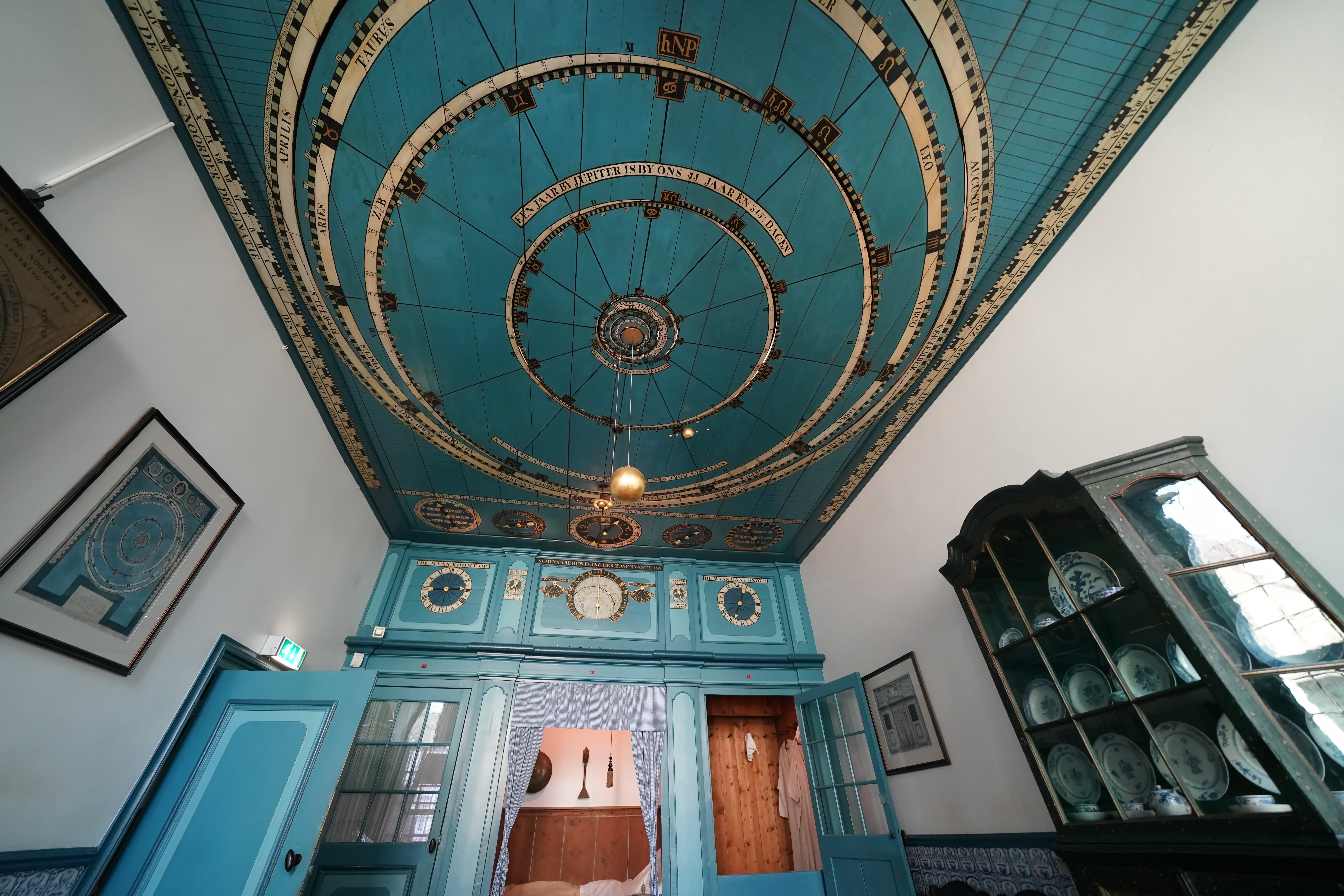
Het planetarium in Eisinga's woonkamer.

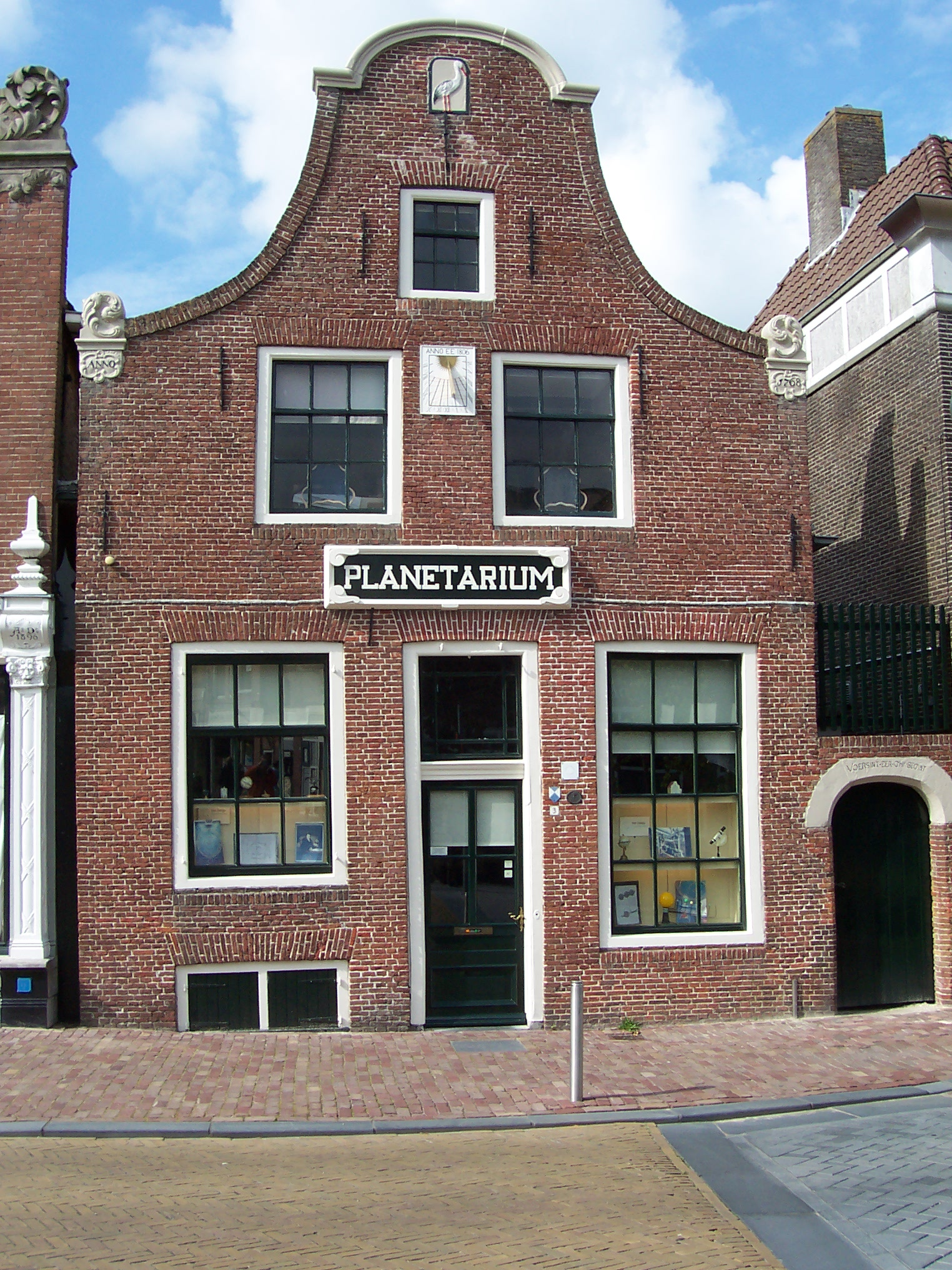
De woning van Eisinga in Franeker met daarin het Koninklijk Eise Eisinga Planetarium.

Eise Jeltes Eisinga (Dronrijp, 21 februari 1744 – Franeker, 27 augustus 1828) was een Nederlands amateur-astronoom, patriot en bouwer van wat later het Koninklijk Eise Eisinga Planetarium is gaan heten. Als vertegenwoordiger van de Verlichting in Nederland is Eisinga opgenomen in de Canon van Friesland en de Canon van Nederland. Het planetarium werd in 2023 toegevoegd aan de UNESCO-werelderfgoedlijst.

## Levensloop
Eisinga wordt geboren als zoon van een wolkammer, Jelte Eises Eisinga (1715-1787) en zijn vrouw Hitje Steffens (1713-1755). Vanaf zijn vijftiende volgt hij wiskundelessen bij de wolverver Willem Wytzes in Franeker. In mei 1768 trouwt Eise met Pietje Jacobs (1743-1788), met wie hij twee zoons, Jacobus en Jelte, en dochter Trijntje krijgt. Het paar vestigt zich in Franeker, in het pand De Ooijevaar. Dit pand is voor hen gekocht door de ouders van Eise. De naam is ontleend aan de gevelsteen die nog altijd de voorkant van het planetarium siert. Na een grote verbouwing start Eisinga hier zijn ‘fabriek de wolkammerij’. Op 27 mei 1792 trouwt hij met zijn tweede vrouw, Trijntje Eelkes Sikkema (1764-1835). Het echtpaar krijgt drie kinderen: Eelke, Hittje en Minke. Eise overlijdt op 27 augustus 1828, op 84-jarige leeftijd. Hij ligt begraven op het kerkhof van de Salviuskerk te Dronrijp, bij het graf van zijn vader. Eisinga’s laatste rustplaats is honderd meter verwijderd van zijn ouderlijk huis.

## Wiskunde en sterrenkunde
Eise Eisinga krijgt de liefde voor wiskunde en sterrenkunde van huis uit mee. Vader Jelte Eises is een nieuwsgierig en ondernemend man die als meester-wolkammer regelmatig tijd over heeft voor zijn liefhebberijen. Hij bouwt onder meer een orgel en een kleine versie van een galjoot. Samen met Eise gaat hij met het scheepje uit varen. Vader en zoon trekken in de Leeuwarder grachten veel bekijks. Als Jelte ontdekt dat zijn zoon geïnteresseerd is in sterrenkunde, bouwt hij achter in de tuin een astronomisch instrument om de positie van sterrenbeelden te bepalen.
Vanaf zijn vijftiende volgt Eise enkele jaren wiskundelessen bij de wolverver Willem Wytzes in Franeker. Wytzes heeft colleges wiskunde gevolgd aan de Franeker universiteit en deelt deze kennis met zijn leerlingen. In het eerste jaar krijgt Eise vooral rekenkunde en meetkunde volgens de klassieke methode van Euclides. Dankzij de aantekeningen van Eise weten we dat hij ook een beetje algebra krijgt. Hij leert de beginselen van het landmeten en het berekenen van de inhoud van vaten. In de volgende drie jaar krijgt hij ook les in de astronomie en de wetten van Newton.
Op zeventienjarige leeftijd ziet Eise in de Blokhuispoort in Leeuwarden hoe Wytze Foppes op 6 juni 1761 de conjunctie van Venus met de zon volgt. Deze passage is voor astronomen van belang omdat daarmee de afstand tussen de aarde en de zon nader kan worden bepaald. Zelf speelt Eise geen rol bij de observatie, maar het illustreert zijn interesse voor astronomie.

## Wolkammer
Eisinga is net als zijn vader een meester-wolkammer. Hij koopt ruwe wol in en verkoopt fijn, geverfd garen. Naast de inkoop en verkoop zorgt Eise voor het wassen, kammen, verven en spinnen van de wol. In de periode 1770 - 1780 heeft hij hiervoor soms wel vierhonderd mensen in dienst. Vier knechten werken het hele jaar door in de werkplaats. De rest van het personeel bestaat uit thuiswerkers die betaald krijgen per hoeveelheid verwerkte wol. Het zwaartepunt van de werkzaamheden in de wolindustrie ligt in de winter. Terwijl de rest van de agrarische samenleving in de zomer druk bezig is met oogsten, heeft de meester-wolkammer tijd en ruimte om andere dingen te doen. Eisinga benut deze tijd voor zijn grote liefhebberij: wiskunde en astronomie.
In 1820, op een tentoonstelling van ‘Nationale Nijverheid’ in Gent, wint Eisinga met zijn wol een bronzen medaille.

## Handschriften
Naast de uitgewerkte aantekeningen van zijn wiskundelessen, schrijft Eisinga tussen 1762 en 1765 een drietal handschriften waarin hij de lesstof van Willem Wytzes toepast. Hij berekent alle gedeeltelijke zonsverduisteringen en maansverduisteringen voor Dronrijp voor de periode 1762 tot 1800. Het tweede handschrift is een instructie voor het maken van zonnewijzers. En als derde schrijft Eise een rekenboekje waarin hij de lessen van Willem Wytzes op een versimpelde manier uitlegt. In totaal beslaan Eisinga’s handschriften bijna twaalfhonderd pagina’s.
De volledige titels die Eisinga aan zijn handschriften geeft zijn:
- Reekenboek van Eise Eisinga. 1759 tot 1760.

- Grono-beginselen der geometria vervattende deses eerste boeken van euclidis in wat ander order gedemonstreert als si bi auteur selfs wordt gevonden. Den 20 juni 1759.

- Grond-beginselen der astronomie of starre-loopkunde op een theoretische wijse verhandelt. E.E. 18 jaar oud. 1762 .

- Van de Aritmeetica Exempels wijse in de practijk toegepast. Matematise vragen en antwoorden. Dronrijp de 9 juli 1765 Eize Jeltes.

- Gnomonica of Sonnewijsers alle door Passer en Lijnjaal afgepast op De Noorder breete van Dronrijp 53[gr] 13[min] E 1762 J

## Bouw van het planetarium
Wiskunde en sterrenkunde zijn Eisinga’s grote liefhebberij. Omdat de planeten gedurende het jaar van plek veranderen aan de sterrenhemel, maakt Eisinga jaartabellen waaruit hij hun positie kan aflezen en berekenen. Dit is een tijdrovende bezigheid en zo ontstaat bij hem de wens om een bewegend model van het zonnestelsel te bouwen. Wat Eisinga heeft doen besluiten om met de bouw te beginnen, is niet met zekerheid te zeggen. Zelf heeft Eisinga er niets over geschreven. Volgens Eisinga’s tijdgenoot professor Jean Henri van Swinden vormde een voorspelling over het Einde der Tijden de aanleiding.
In 1774 verschijnt een anoniem boekje met de titel Philosophische bedenkingen over de conjuctie van de planeten Jupiter (enz.). De schrijver is dominee Eelko Alta, die op basis van de Bijbel en astronomische en natuurkundige inzichten stelt dat een samenstand van planeten op 8 mei 1774 wel eens tot de (geleidelijke) ontwrichting van het zonnestelsel kan leiden. Dit veroorzaakte paniek. Volgens professor Van Swinden reageert Eisinga hier als volgt op:
‘Onze burger [Eisinga] gaat daarom door middel van de tafels van La Hire deze [voorspelde] conjunctie berekenen en concludeert dat de aarde immers toch blijft bestaan. Dan zegt hij bij zichzelf: “Omdat de aarde immers toch blijft bestaan, ga ik een machine bouwen die mij ieder moment kan laten zien wat er aan de hemel gebeurt. Ik ga hem maken in mijn vrije tijd en ik heb zeven jaar nodig om hem af te krijgen.
Ook Eisinga zelf schrijft over een geplande periode van zeven jaar. Volgens zijn aantekeningen belooft  hij zijn vrouw dat hij de bouw van het planetarium in zeven jaar zal voltooien. Hij doet het werk niet alleen. Zijn vader en broer helpen bij het maken van schijven, assen en tandwielen en het schilderen van het plafond. Na vier jaar is het planetarium ‘gangbaar’. Het kan draaien. Dit is het moment dat Eisinga in een gids met economische informatie over Friesland, voor het eerst officieel bezoekers uitnodigt.
In 1784 schrijft Eisinga voor zijn kinderen een handleiding bij het planetarium. Nauwkeurig legt hij uit hoe het mechanisme werkt en hoe het moet worden onderhouden. Nog altijd is Eisinga’s handleiding een belangrijke richtlijn bij het gebruik en beheer van het planetarium.

## Patriot en verbanning
In Eisinga’s tijd is er veel politieke onvrede over stadhouder Willem V van Oranje-Nassau en zijn oranjegezinde regenten. Tegenstanders van de stadhouder zijn de Patriotten. Zij willen meer democratische inspraak. In 1787 vormt Franeker het hoofdkwartier van de Patriottische opstand in Friesland.
Eisinga is op dat moment lid van het gemeentebestuur en hij wordt penningmeester van het verzet. Voor de financiering van de strijd wil hij de Oranjegezinden laten onteigenen. Op verschillende plekken in de provincie komt het tot gevechten. Maar de grote Patriottenopstand blijft uit. Wanneer Pruisische troepen in opdracht van de stadhouder optrekken naar Franeker, slaan de opstandelingen op de vlucht. Eisinga reist te voet naar Steinfurt in Duitsland. In 1789 verhuist hij naar Gronau, vlak over de grens bij Enschede. Tijdens zijn afwezigheid overlijdt Eisinga’s vrouw Pietje op 24 juni 1788 in Franeker.
In 1790 verhuist Eisinga naar Visvliet in de provincie Groningen. Hij denkt dat hij hier, vlak over de Friese provinciegrens, veilig is voor het Friese provinciebestuur. Maar hij wordt toch gearresteerd en berecht. Eisinga wordt schuldig bevonden aan ‘deelname aan de Patriottische oproer’. Hij wordt veroordeeld tot vijf jaar verbanning uit Friesland. Zijn straf dient Eisinga uit in Visvliet. Hij werkt er als wolkammer en trouwt er in 1792 met Trijntje Eelkes Sikkema.
De Bataafse Revolutie in 1795 maakt het voor Eisinga mogelijk om twee jaar eerder terug te keren naar Franeker. Het planetarium blijkt onbeschadigd. Eisinga maakt een doorstart met zijn wolkammerij en zijn planetarium gaat weer draaien. Hij wordt namens Franeker tot volksvertegenwoordiger gekozen in de Staten van Friesland. Hij adviseert in een aantal commissies, onder andere om twee rechters te royeren na het Kollumer oproer. In 1796 en in 1798 wordt Eisinga afgevaardigd naar de Nationale Vergadering in Den Haag.

## Bekendheid van het planetarium
Eén van de eerste bezoekers van het planetarium, in 1780, is de Franeker professor Jean Henri van Swinden. Hij speelt een belangrijke rol bij het bekendmaken van het planetarium. Met twee collega’s bezoekt hij Eisinga voor de eerste keer op 22 februari 1780. Alleen het schilderwerk is op dat moment nog niet helemaal voltooid. De professor is diep onder de indruk en enkele weken later komt hij voor een tweede en een derde keer op bezoek. In brieven aan verschillende internationale collega’s schrijft Van Swinden over het planetarium. Daarnaast schrijft hij een boekje over het planetarium: Beschrijving van een konststuk verbeeldende een volledig beweeglyk hemels-gestel.
Het boek en de brieven zorgen voor toenemende bekendheid voor het planetarium. Gelijk vanaf de voltooiing in 1781 ontvangt Eisinga veel en voornaam bezoek. In 1782 staat bijvoorbeeld koning Gustaf III van Zweden in zijn kamer.

## Koninklijke aandacht
Als een van de eerste Nederlanders wordt Eisinga in 1816 benoemd tot Broeder van de Orde van de Nederlandse Leeuw. Aan deze onderscheiding is ook een klein inkomen verbonden. Op 30 juni 1818 bezoeken koning Willem I der Nederlanden en zijn broer prins Frederik het planetarium. Eisinga schrijft hierover:
“Ook heb ik het strelend genoegen en de grote eer gehad onze beminde koning met prins Frederik in mijn geringe woning te mogen ontvangen. Zijne majesteit heeft alles nauwkeurig bezichtigd. Zelfs de binnendelen van het raderwerk, kruipende in de enge en bekrompen ruimte om de raderen en de onregelmatige bewegingen van de maan te beschouwen. Zijne majesteit heeft nagenoeg drie kwartier in ons huis vertoefd en scheen zeer wel voldaan te zijn.”
Koning Willem I tekent bij deze gelegenheid het gastenboek dat Eisinga altijd heeft bijgehouden. Later wordt de koninklijke pagina uit het gastenboek gestolen.
Op 28 december 1825 wordt het planetarium bij koninklijk besluit aangekocht door het Rijk. Eise krijgt een jaarlijkse vergoeding en blijft zijn planetarium onderhouden. In 1858 wordt het planetarium overgedragen aan de gemeente Franeker.

## Tweede planetarium
Eisinga had plannen voor de bouw van een tweede, groter en verbeterd planetarium. Uiteindelijk kon hij de financiering voor dit project niet rond krijgen. Hij bouwde nog wel een ander, klein tafelmodel.

## Maatschappelijke positie en functies
Eisinga was een vooraanstaand burger van de stad Franeker. Zijn woning en wolkammerij staan op een voorname plek in de stad, direct tegenover het stadhuis.
Op 7 januari 1777 wordt Eisinga lid van de Franeker vroedschap, een onderdeel van het stadsbestuur. In datzelfde jaar is hij lid van de Franeker schutterij. Namens de stad vervult Eisinga de taak van belastinginner voor turf en brandhout. Hij is ook bestuurder van het stadsarmenhuis. Na de Bataafse Revolutie wordt Eisinga door de burgers van Franeker gekozen als volksvertegenwoordiger in de Staten van Friesland. Tot aan zijn dood in 1828 vervult hij diverse bestuurlijke en maatschappelijke functies. Onder meer:
- Lid van het College van Curatoren van de Hogeschool van Franeker, van 1797 tot 1802.
- Lid van de Commissie van financiën van Friesland, vanaf 1798.
- Lid van het Intermediair Wetgevend Lichaam, vanaf 1798.
- Schepen van Franeker, van 1808 tot 1811.
- Raad in de vroedschap van Franeker, december 1813 tot januari 1816.
- Lid van de Stedelijke Raad van Franeker, van 1816 tot 1828.
- Namens Franeker lid van de Provinciale Staten van Friesland, van 1825 tot 1826.
- Honorair lid van het Natuurkundig Genootschap van Groningen, vanaf 1816.[27]

## Mythes
In de loop der tijd hebben zich rond Eisinga drie romantische en hardnekkige mythes gevormd. In 2021 heeft wetenschapshistoricus Arjen Dijkstra deze mythes ontkracht in zijn biografie over Eisinga.

### Autodidact
De eerste mythe is de veelgehoorde bewering dat Eisinga amper onderwijs had genoten en toch op eigen houtje een aantal wiskundeboeken schreef. Eisinga is daarom wel een autodidact genoemd. De realiteit is dat Eisinga vanaf zijn vijftiende, jarenlang les kreeg in wiskunde en sterrenkunde. De ‘boeken’ die hij schreef waren zorgvuldig uitgewerkte aantekeningen van deze lessen. In 2023 heeft Arjen Dijkstra definitief aangetoond dat een van Eisinga’s handschriften een nauwkeurige kopie is van de collegeaantekeningen van zijn leermeester Willem Wytzes.

### 'Eenvoudige' wolkammer
De tweede mythe is dat Eisinga een met nadruk ‘eenvoudige’ wolkammer zou zijn geweest. Hiermee wordt bedoeld dat hij een voor zichzelf werkend ambachtsman was, met een klein bedrijf. De realiteit is dat Eisinga een succesvol zakenman en proto-industrieel was. In zijn hoogtijdagen had hij honderden thuiswerkers in dienst die voor hem ruwe wol verwerkten tot fijn, geverfd garen.

### Angst voor het einde van de wereld
Volgens de derde mythe zou maatschappelijke onrust over het Einde der Tijden in 1774 voor Eisinga aanleiding zijn geweest tot de bouw van zijn planetarium. In dit verhaal wordt Eisinga opgevoerd als de man van de rede die met zijn planetarium wil aantonen dat de voorspelling van de goedgelovige dominee Alta onzin is.
In werkelijk viel het wel mee met de maatschappelijke onrust. Eisinga lijkt zijn planetarium vooral te hebben gebouwd om van tijdrovende astronomische berekeningen af te zijn. De tegenstelling tussen Eisinga en Alta als mannen van rede en geloof klopt ook niet. Eisinga was een gelovig man en dominee Alta maakte bij zijn voorspelling gebruik van zowel de Bijbel als de natuurkundige wetten van Newton.

## Nagedachtenis

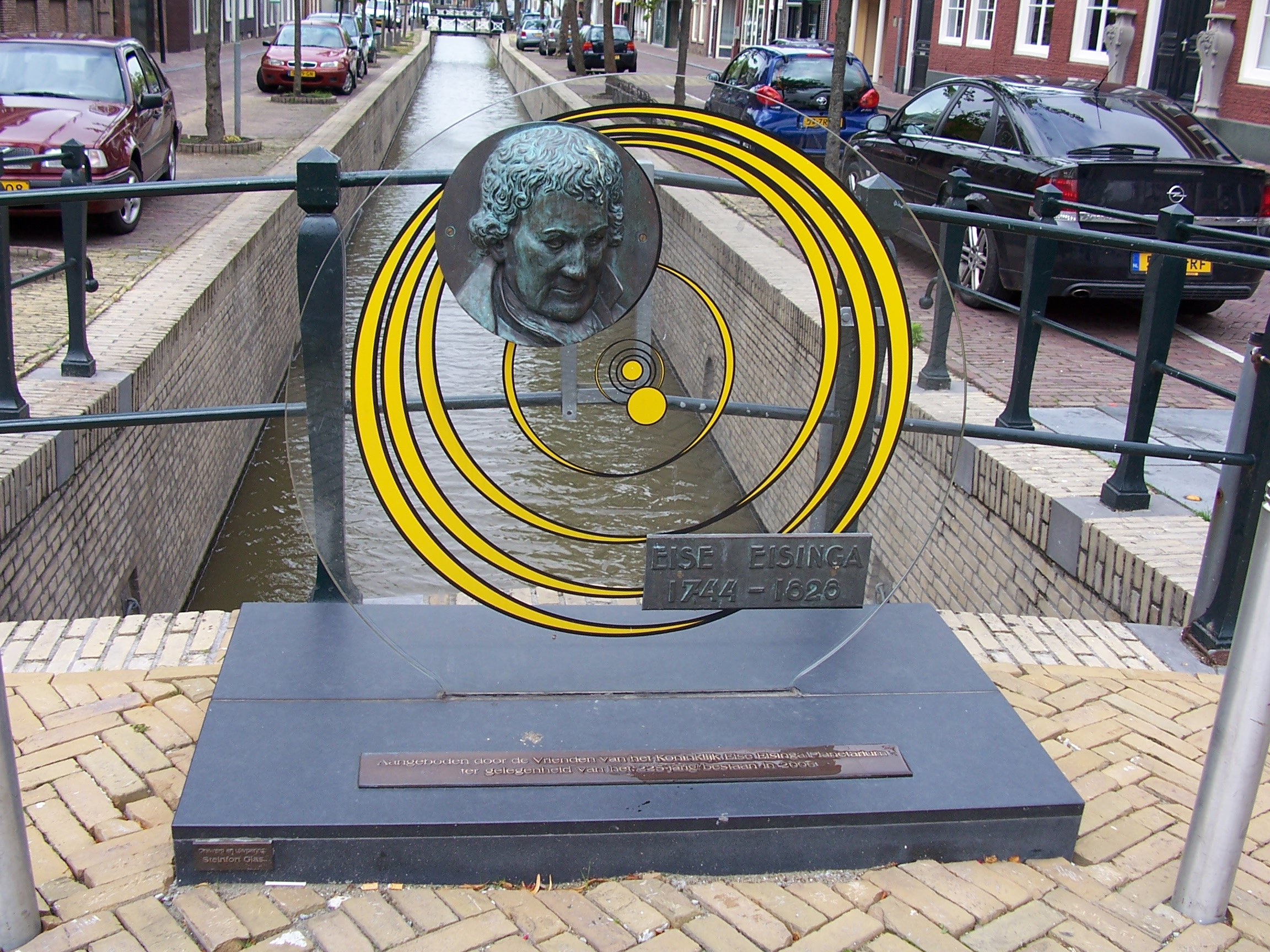
Herinnering aan Eise Eisinga in Franeker

De volgende zaken herinneren aan Eisinga:
- Eisinga werd ereburger van Franeker.
- Tegenover het geboortehuis van Eisinga staat een borstbeeld om hem te herdenken.
- Op 5 mei 1994 gaf de PTT een postzegel van 80 cent uit, ter gelegenheid van het 250ste geboortejaar van Eisinga.
- In 1994 publiceerde Pieter Terpstra de roman Wolken en stjerren over Eisinga
- In 2006 werd Eise Eisinga opgenomen in de Canon van Nederland. Hij staat ook in de vernieuwde versie van 2020.
- De straat in Franeker waaraan Eisinga's planetarium ligt, is naar hem vernoemd en heet nu de Eise Eisingastraat. Voorheen was dit de Tweede Noord.
- In Visvliet, waar Eisinga enige tijd gewoond heeft, is een straat naar hem vernoemd.
- De Stichting Eisinga Visvliet heeft een wandeling ter nagedachtenis aan Eise Eisinga uitgezet.[30]
- Planetoïde (5530) Eisinga is naar de beroemde Franeker vernoemd.[31]
- Op de brug tegenover het Koninklijk Eise Eisinga Planetarium staat een gedenkteken voor Eisinga. Het bronzen portret zat eerder ingemetseld in een monument bij de Martinikerk.
- In de Voorstraat te Franeker staat een gedenkteken voor Eisinga, gemaakt door Henk Lampe.
- In de muur van de Salviuskerk in Dronrijp zit een Plaquette van het Fries Genootschap, ter ere van Eisinga.
- Op de zerk van zijn vader staat een door Eisinga bedachte vierkantsvergelijking, waarmee diens sterfdatum en leeftijd berekend kunnen worden.[32]